# Национальный театр имени Клаудиу Сантору
Национальный театр им. Клаудиу Сантору (порт. Teatro Nacional Cláudio Santoro) — театр в Бразилиа, назван в честь известного дирижёра и композитора Клаудиу Сантору, который основал оркестр театра в 1979 году и руководил им до своей смерти в 1989 году.  Здание имеет форму пирамиды без вершины, характерную для архитектуры ацтеков. 
Как и многие другие здания столицы Бразилии, здание построено по проекту Оскара Нимейера в стиле модернизма. Строительство театра продолжалось с июля 1960 года до конца 1966 года, но уже через десять лет после открытия началась реконструкция, продолжавшаяся до 1981 года.

## История
Проект Национального театра Бразилиа (первоначальное название до 1981 года) был разработан бразильским архитектором Оскаром Нимейером еще в 1958 году в рамках первых проектов культурных сооружений новой столицы Бразилии. Расчет конструкции выполнил постоянный партнер Оскара Нимейера в проектах инженер Бруно Контарини. Строительство театра началось 30 июля 1960 года и было завершено 30 января 1961 года, но работы приостановили на пять лет. В 1966 году зал Мартинса Пена был достроен и долгое время был единственной завершенной частью театра. 
Первые десять лет существования  пустое пространство пирамиды использовалось под проведение чемпионатов по волейболу, карнавальных балов и конкурсов красоты. В 1975 году правительство Федерального округа обратилось к Оскару Нимейеру для завершения проекта, который был доработан и адаптирован к изменениям в искусстве за более чем пятнадцать лет, строительство продолжилось. Все залы были закончены, театр вновь открылся 6 марта 1979 года, но из-за ряда технических проблем с ноября того же года пришлось продолжить работы.
Национальный театр был окончательно открыт 21 апреля 1981 года. В 1989 году театр был переименован в Национальный театр имени Клаудиу Сантору, в честь дирижера, руководившего оркестром в театре с 1979 года до своей смерти.
С 2007 года входит в список Национального института исторического и художественного наследия (Iphan).
В январе 2014 года после трагедии в ночном клубе Kiss Национальный театр был закрыт по требованию прокуратуры из-за несоответствия стандартам безопасности, было выявлено более 130 нарушений. В том же году должна была начаться масштабная реконструкция, однако из-за высокой стоимости проекта (200 млн реалов) тендер не состоялся. Театр долгое время пустовал, из-за финансового кризиса в стране работы велись поэтапно в зависимости от наличия финансирования. 
В 2022 году правительство согласовало начало работ по реконструкции в четыре этапа,  первый этап обошелся в 70 млн реалов и включал приведение инфраструктуры театра в соответствие нормам безопасности, а также реставрации зала Мартинса Пена. В зале увеличили вместимость до 480 кресел. Второй этап реконструкции потребует финансирования в 315 млн реалов, проект включит в себя реконструкцию зала и фойе Вилла-Лобоса, пространства Дерси Гонсалвеша и зала Альберто Непомусено.
20 декабря 2024 года театр вновь открылся после завершения работ по реконструкции зала Мартинса Пена.

## Структура театра
Национальный театр имеет геометрическую форму пирамиды, высотой 46 метров, шириной сторон 136 метров, общей площадью 43000 м2. На боковых фасадах установлены многогранные бетонные блоки, которые создал художник Атос Булкан в 1966 году.
В здании театра имеются три зала. Малый зал Nepomuceno назван в честь Алберту Непомусену, композитора и дирижёра и вмещает всего 60 человек. Второй зал (на 480 зрителей после реконструкции) носит имя Martins Pena в честь известного драматурга Мартинса Пены. Самый большой зал на 1407 мест носит название Villa-Lobos в память о Эйторе Вилла-Лобосе, одном из самых известных классических композиторов Латинской Америки, это единственный в городе оперный и балетный зал.